# Hemictenius yuferevi
Hemictenius yuferevi är en skalbaggsart som beskrevs av Gusakov 2004. Hemictenius yuferevi ingår i släktet Hemictenius och familjen Melolonthidae. Inga underarter finns listade i Catalogue of Life.